# گدرن
شهر گدرندر ایالت هسن در کشور آلمان واقع شده‌است.